# Neobabuvismo

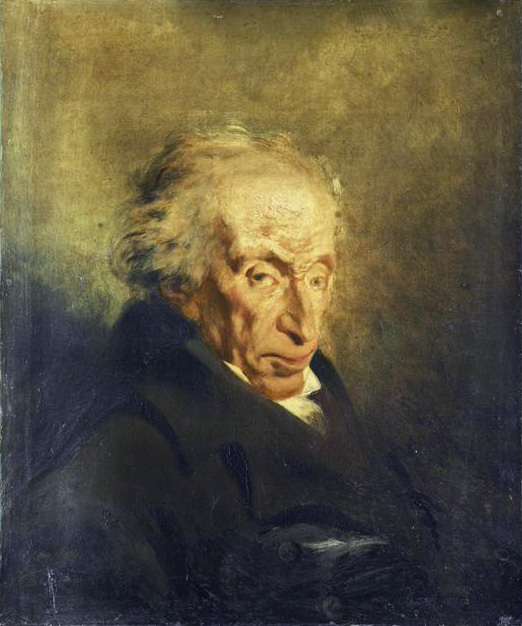
Retrato de Filippo Buonarroti hacia 1830.

Neobabuvismo, también escrito neobabouvismo, es un término comúnmente utilizado para designar una corriente comunista revolucionaria francesa del siglo XIX.

## Historia
Sus orígenes se remontan a la Sociedad de los Iguales de François Babeuf y sus asociados, que intentó derrocar al Directorio en 1797, durante la etapa final de la Revolución Francesa. Aunque la Conspiración de los Iguales no constituyó más que un simple episodio en la historia del régimen thermidoriano, fue muy importante para la historia del socialismo y de las luchas populares y obreras del siglo siguiente, ya que «por primera vez, la idea comunista se había convertido en fuerza política». El propio Babeuf fue consciente de ello y por eso le escribió desde la cárcel a Félix Lepeletier para que reuniera «todos sus proyectos, notas y esquemas de escritos democráticos y revolucionarios, todos los orientados al amplio objetivo» y así «un día, cuando se detenga la persecución, cuando tal vez los hombres de bien respiren con suficiente libertad como para arrojar algunas flores sobre nuestra tumba, cuando de nuevo se llegue a pensar en los medios de procurar al género humano la felicidad que le proponíamos» se pueda «presentar a todos los discípulos de la igualdad... la templada colección de los diversos corrompidos de hoy llaman mis sueños». Pero no fue Lepelletier sino Filippo Buonarroti, otro de los iguales, quien cumplió el encargo treinta años después. En 1828 publicaba en Bruselas Conspiración para la Igualdad llamada de Babeuf, una obra que, según Soboul, «ejerció una profunda influencia en la generación revolucionaria de los años treinta. Gracias a ella, el babuvismo pasó a ser un eslabón en el desarrollo del pensamiento comunista».
Buonarroti se convirtió a partir de entonces en el patriarca —y su libro en una especie de «evangelio»— de los que querían continuar y desarrollar la experiencia revolucionaria de Babeuf, como Albert Laponneraye que escribió: «Seamos, pues, babuvistas pero babuvistas progresivos». Algunos diarios se proclamaron seguidores de las ideas de Babeuf, como L'Homme libre, que pidió «la comunidad, tal, poco más o menos, como la concibió Babeuf». También se reivindicó a Sylvain Maréchal, otro de los conspiradores de 1797 y autor del Manifiesto de los Iguales.
Una prueba de la importancia que adquirió el movimiento fue el «banquete comunista» que organizaron destacados neobabuvistas que se celebró el 1 de julio de 1840 en las afueras de París y en el que participaron más de mil comensales, en su mayoría obreros. Durante el mismo se defendió la necesidad de aplicar reformas que no fueran meramente políticas para alcanzar la «igualdad real» y los participantes se atrevieron incluso a propugnar abiertamente la «emancipación del trabajador». Durante el banquete uno de los enaltecidos asistentes dijo:

¡Ciudadanos! Hago mis votos por la libertad, pero por una libertad general y bien entendida, que no permita al hombre explotar a sus semejantes, que no pueda avanzar sino apoyada en su hermana y compañera, la igualdad.

Los «neobabuvistas», entre los que destacaron Théodore Dézamy, Albert Laponneraye, Richard Lahautière y Jean-Jacques Pillot, resaltaron dos ideas de la herencia de Babeuf: que la verdadera igualdad sólo se alcanzará con la comunidad de bienes y que para llegar a ella hará falta instaurar un periodo inicial de dictadura. Así lo recogía la Profesión de fe de los trabajadores igualitarios de 1840:

Ciudadanos, el objetivo que nos proponemos es la verdadera igualdad realizada por medio de la comunidad de bienes. Una dictadura popular fuerte y abnegada nos parece indispensable para modelar nuestras costumbres, destruir los obstáculos y allanar los caminos que deben conducirnos a la aplicación de ese principio.

Los escritos de Buonarroti y a través de ellos las doctrinas de Babeuf también tuvieron una influencia considerable en algunos socialistas británicos, como el líder del movimiento cartista James Bronterre O'Brien.
Esta corriente desapareció tempranamente en la segunda mitad del siglo XIX, aunque el eco de ello puede encontrarse en el colectivo no marxista Alianza Revolucionaria Comunista que existió brevemente en la década de 1890.[cita requerida]